# 中藝
株式会社中藝（ちゅうげい Chugei）とは、東京都渋谷区に本社を置く芸能事務所 である。
映像制作、コンテンツ制作、イベント・プロモーション事業なども行っている。

## 概説
在日中国人タレントのマネージメント・文化事業・企画制作・中国映像撮影、写真撮影、番組取材、雑誌取材のトータルコーディネートなどを主な業務としている。
登録タレントは、テレビドラマやテレビ番組、CM、映画、イベント公演、企業PVなどへの出演をしている。
中国人歌手やナレーター、雑技・京劇・民族楽器・武術アーティストなども幅広く所属している。
一般的には在日中国人タレント専門の芸能事務所として知られている。
日本を拠点にしているが北京・上海・広州・香港等にも強力なパイプをもって業務をしており、現在北京と上海にグループ会社があり「TGC ガールズコレクションin china」や「アニメテーマパークプロジェクト」などワールドワイドに展開している。

## 主な事業
- 中国人タレント＆アーティストマネージメント
- アジア地域広告代理・企画制作業務
- 日本企業の中国でPRイベント企画・制作・プロモーター
- 日本芸能人の中国でプロモーション
- 中国撮影企画・制作・コーディネート
- 日中ビジネスのコンサルティング業
- 中国関連その他事業

## 関連会社
- アンダーゼットグループ
- 中国北京諾爾公関顧問有限公司